# Rio Moldávia
O Moldávia (em romeno Moldova) é um rio da Moldávia (na Romênia), que nasce na região da Bucovina, no norte do país.
O Moldávia desagua no rio Siret nas cercanias da localidade de Roman no Condado de Neamţ. Tem 237 km de extensão.
Este rio deu seu nome ao Principado da Moldávia, hoje dividido entre a região romena da Moldávia e a República da Moldávia.